# Edward Sackville-West, 5.º Barão Sackville
Edward Charles Sackville-West, 5.º Barão Sackville (Londres, 13 de novembro de 1901 — 4 de julho de 1965) foi um crítico musical britânico, romancista e, em seus últimos anos, membro da Câmara dos Lordes. Musicalmente talentoso quando menino, ele foi atraído quando jovem a uma vida literária e escreveu uma série de romances semi-autobiográficos nas décadas de 1920 e 1930. Eles causaram pouco impacto, e seus livros mais duradouros são uma biografia do poeta Thomas de Quincey e The Record Guide, o primeiro guia abrangente da Grã-Bretanha sobre música clássica em disco, publicado pela primeira vez em 1951.
Como crítico e membro do conselho da Royal Opera House, ele se esforçou para promover as obras de jovens compositores britânicos, incluindo Benjamin Britten e Michael Tippett. Britten trabalhou com ele em um drama musical para o rádio e dedicou a ele uma de suas obras mais conhecidas, a Serenade for Tenor, Horn and Strings.

## Biografia

### Primeiros anos
Sackville-West nasceu em Cadogan Gardens, Londres, o filho mais velho e único filho do major-general Charles John Sackville-West, que mais tarde se tornou o quarto Barão Sackville e sua primeira esposa, Maud Cecilia, née Bell (1873–1920). Ele foi educado em Eton e Christ Church, Oxford. Enquanto estava em Eton, estudou piano com Irene Scharrer, esposa de seu chefe de família, e tornou-se altamente competente, ganhando o prêmio de música Eton em 1918. Seu parceiro Desmond Shawe-Taylor disse sobre ele: "poucos meninos podem ter tocado em um concerto escolar no Segundo Concerto de Rachmaninov. Ele até contemplou a carreira de um pianista, mas foi impedido por problemas de saúde". Em Oxford, ele fez muitos amigos literários, incluindo Maurice Bowra, Roy Harrod e L. P. Hartley, e a literatura começou a rivalizar com a música como seu principal interesse. Ele deixou Oxford sem se formar e iniciou uma carreira como romancista, escrevendo uma série de romances autobiográficos.

### Romancista
Seu primeiro romance, The Ruin: A Gothic Novel, era claramente autobiográfico, e sua representação de relacionamentos turbulentos, não convencionais e, finalmente, calamitosos incluía personagens facilmente identificáveis no círculo de Sackville-West. Portanto, sua publicação foi adiada e seu segundo romance, Piano Quintet, foi publicado primeiro. O biógrafo de Sackville-West, Michael de-la-Noy, escreveu: "The Ruin, como todos os esforços literários góticos sobre os quais Sackville-West se esforçava infinitamente, mas sem sentido, estava fortemente associado ao estilo de comportamento do movimento "decadente" do final do século XIX [...] com cujo trabalho Eddy infelizmente ficou apaixonado quando tinha dezessete anos".
Ele publicou mais três romances, Mandrake over the Water-Carrier (1928), Simpson: A Life (1931) e The Sun in Capricorn (1934). Resenhando o terceiro romance, o The Times disse: "O livro é escrito de maneira extremamente inteligente e divertida, mas, para uma inteligência comum, parece ser totalmente inconsequente". Simpson: A Life foi a melhor recebida. O estudo de uma enfermeira infantil foi considerado "impressionante e, a seu modo, original, ainda mais porque Simpson tem uma qualidade tão fria e distante e tão pouco se assemelha à babá convencional de fato ou ficção". Nesse período, longe da ficção, Sackville-West escreveu A Flame in Sunlight: the Life and Work of Thomas De Quincey (1936), pela qual ganhou o James Tait Black Memorial Prize.

### Obra musical
Em 1935, Sackville-West tornou-se crítico de música da revista New Statesman, um cargo que ocupou por vinte anos, contribuindo com resenhas semanais de gravações. Ele foi um dos primeiros admiradores e ativistas da música de Benjamin Britten. Durante a Segunda Guerra Mundial, Sackville-West ingressou na BBC como "um arranjador e diretor de programas". Em 1943, ele escreveu The Rescue: a Melodrama for Broadcasting, para o qual Britten compôs a música. Foi transmitido pela primeira vez naquele ano e foi retransmitido várias vezes. O produtor da BBC Val Gielgud o classificou como "um genuíno clássico de transmissão". O tema de The Rescue foi o fim de The Odyssey. Maurice Bowra apelidou de "The Eddyssey". No mesmo ano, Britten dedicou sua Serenade for Tenor, Horn and Strings a Sackville-West.
Além de sua coluna no The New Statesman, Sackville-West contribuiu com um artigo trimestral substancial para o The Gramophone e, com Shawe-Taylor, escreveu o The Record Guide, publicado pela primeira vez em 1951, um grande volume revisando todas as gravações significativas de música clássica disponíveis. Eles logo acharam o fluxo de novos lançamentos esmagador e contaram com a ajuda de dois críticos mais jovens, Andrew Porter e William Mann. Uma edição resenhada e atualizada do The Record Guide publicada em 1955 chegou a 957 páginas, e Sackville-West, Shawe-Taylor e seus colegas não publicaram mais nenhuma edição.
De 1950 a 1955, Sackville-West foi membro do conselho da Royal Opera House, Covent Garden, onde continuou a trabalhar pela causa da música britânica moderna, incluindo a de Michael Tippett, cuja ópera, The Midsummer Marriage, estreou em 1955.

### Vida pessoal
A casa da família de Sackville-West era Knole, em Kent. Ele mantinha quartos lá (agora abertos ao público), mas foi somente em 1945 que ele tinha uma casa própria, tendo morado com amigos os Kenneth Clarks em Upton, perto de Tetbury. Juntamente com Shawe-Taylor, ele se estabeleceu na Casa Long Crichel, perto de Wimborne. Juntamente com o pintor Eardley Knollys e mais tarde com o crítico literário Raymond Mortimer, ele estabeleceu "o que de fato era um salão masculino, entretendo nos fins de semana uma galáxia de amigos do mundo dos livros e da música". Em 1956, ele também comprou a Cooleville House em Clogheen, no condado de Tipperary, na Irlanda. Com a morte de seu pai, em 8 de maio de 1962, ele herdou o título de Barão Sackville. Ele se sentou na Câmara dos Lordes, mas nunca fez um discurso.
Ele morreu repentinamente em 1965 em Cooleville, aos 63 anos. Shawe-Taylor escreveu: "Apenas um quarto de hora antes, ele tocava para um amigo, que estava com ele, o novo disco de Songs from the Chinese de Britten [interpretado] por Peter Pears e Julian Bream. Quando cheguei para o funeral, alguns dias depois, o disco ainda estava fora da capa — algo que o meticuloso Eddy nunca teria permitido". Ele foi sucedido no baronato por seu primo Lionel Bertrand Sackville-West.